# ديفيد بف
ديفيد بف (بالإنجليزية: David Pugh)‏ (19 سبتمبر 1964 بليفربول في المملكة المتحدة - ) هو لاعب كرة قدم بريطاني في مركز جناح ‏. لعب مع نادي بوري ونادي تشستر سيتي ونادي رانكورن هالتون.

## وصلات خارجية
- ديفيد بف على موقع قاعدة بيانات كرة القدم.إي يو (الإنجليزية)
- ديفيد بف على موقع Soccerbase.com (لاعب) (الإنجليزية)